# Ferrocarril en Alemania

Mapa de la red ferroviaria de Alemania en 2020.

A fecha de 2015, Alemania cuenta con una red ferroviaria de 41.315 kilómetros, de los cuales 19.857 kilómetros están electrificados y 18.201 kilómetros son de doble vía. Alemania es miembro de la Unión Internacional de Ferrocarriles (UIC). El código de país de la UIC para Alemania es el 80.
Alemania ocupó el cuarto lugar entre los sistemas ferroviarios nacionales europeos en el Índice de Rendimiento de los Ferrocarriles Europeos de 2017, que evalúa la intensidad de uso, la calidad del servicio y la seguridad. Alemania obtuvo una calificación muy buena en cuanto a la intensidad de uso, tanto en pasajeros como en mercancías, y buenas calificaciones en cuanto a la calidad del servicio y la seguridad. Alemania también obtuvo una buena puntuación en cuanto a retorno de la inversión pública, con coeficientes de coste y rendimiento que superan el promedio de todos los países europeos.
El transporte ferroviario de 117 millardos de toneladas-kilómetro de carga significa que el ferrocarril transportó el 17.6% de las mercancías en 2015.

## Visión general
En 2006 había en Alemania alrededor de 23.500 vehículos ferroviarios, operados por el principal operador, Deutsche Bahn, así como unas 150 empresas ferroviarias privadas más pequeñas:
|                    | Transporte de pasajeros | Transporte de pasajeros | Mercancías | Total  |
|                    | Larga distancia         | Corta distancia         |            |        |
| ------------------ | ----------------------- | ----------------------- | ---------- | ------ |
| Unidades múltiples | 538                     | 15.224                  | 0          | 15.762 |
| Locomotoras        | 2.650                   | 1.950                   | 3.134      | 7.734  |
| Total              | 3.188                   | 17.174                  | 3.134      | 23.496 |

En 2006, los ferrocarriles de Alemania transportaron alrededor de 119.968.000 pasajeros en trenes de larga distancia (a una distancia media de 324 kilómetros), y 2.091.828.000 pasajeros en trenes de corta distancia (36 kilómetros en promedio). En el mismo año transportaron 346.118.000 toneladas de mercancías a una distancia media de 400 kilómetros.

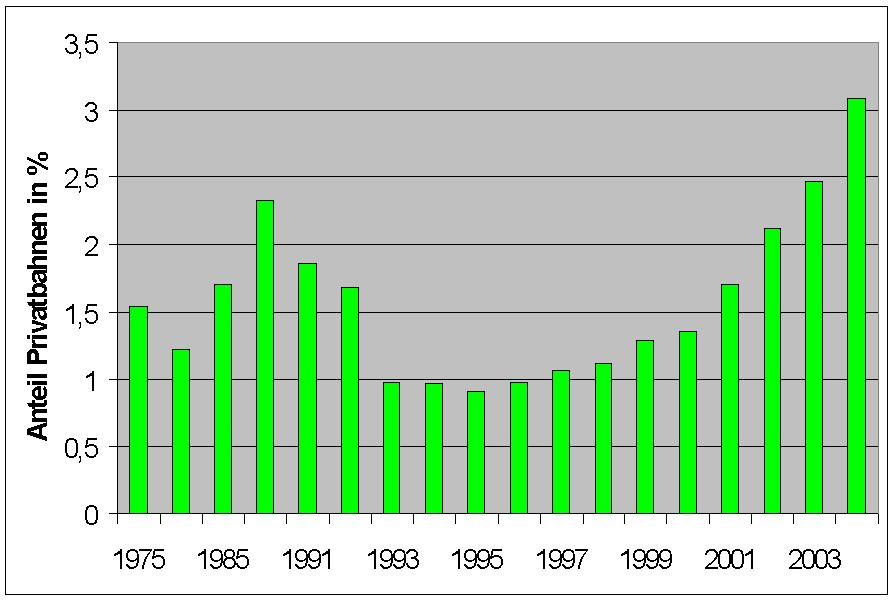
Volumen-Porcentaje de las empresas ferroviarias privadas en Alemania.

Deutsche Bahn (empresa privada estatal) es el principal proveedor de servicios ferroviarios. En los últimos años, varios competidores han iniciado su actividad. En su mayoría ofrecen servicios regionales subvencionados por el Estado, pero algunas empresas ofrecen también servicios de larga distancia.
- Deutsche Bahn - trenes de larga distancia
  - InterCityExpress - tren de alta velocidad, en gran parte nacional, pero con algunas rutas a Países Bajos, Bélgica, Suiza, Austria, Francia y Dinamarca
  - EuroCity - trenes de larga distancia internacional
  - Trenes de larga distancia interurbanos - nacionales
  - EuroNight - trenes nocturnos internacionales

Los servicios InterRegio, introducidos en 1988 para sustituir a los antiguos Schnellzug e Intercity, se suprimieron en 2003. Los UrlaubsExpress, trenes nocturnos nacionales que van a los Alpes y al Mar Báltico durante las vacaciones, se suprimieron en 2007.
Deutsche Bahn está aumentando gradualmente el porcentaje de los servicios de InterCityExpress, y rebajando los servicios restantes de InterCity al papel que antes desempeñaba InterRegio.
- Thalys - servicios de alta velocidad a Bélgica y Francia, usando trenes TGV franceses modificados
- Veolia Verkehr (ahora fusionada con Transdev) - ofreció servicios en ciertas antiguas rutas de Interregio (los servicios de larga distancia de Veolia Verkehr cesaron en 2014)
  - Harz-Berlin-Express
  - Ostseeland Express
- Cisalpino - a Italia, servicio interrumpido a mediados de diciembre de 2006
- El tráfico ferroviario regional y de cercanías está organizado y subvencionado (ya que las tarifas no suelen cubrir los gastos de funcionamiento) por los estados federales. El procedimiento habitual según la legislación de la UE es adjudicar el contrato a la oferta más baja mediante un procedimiento de licitación. Los respectivos estados son libres de anunciar contratos a corto o largo plazo, así como de estipular otras condiciones, por ejemplo, sobre el material rodante. En los últimos años, muchas ofertas fueron ganadas por empresas ferroviarias privadas como NordWestBahn o Arriva, aunque algunos estados han adjudicado contratos a largo plazo a filiales locales de DB Regio. Los tipos de trenes para el tráfico regional y local son:
  - Regional-Express e Interregio-Express - trenes semirrápidos de media distancia para servicios regionales
  - Regionalbahn - servicio local básico, normalmente parando en todas las estaciones
  - S-Bahn - servicios de ferrocarril suburbano, en su mayoría proporcionados por Deutsche Bahn
  - U-Bahn - servicios de metro proporcionados por los organismos de transporte de las diferentes ciudades (no Deutsche Bahn)
  - Tranvía/tren ligero; en algunas ciudades importantes éstos funcionan bajo tierra en el centro de la ciudad (a menudo llamados "Stadtbahn", especialmente si han sido mejorados según los estándares ferroviarios)

## Historia

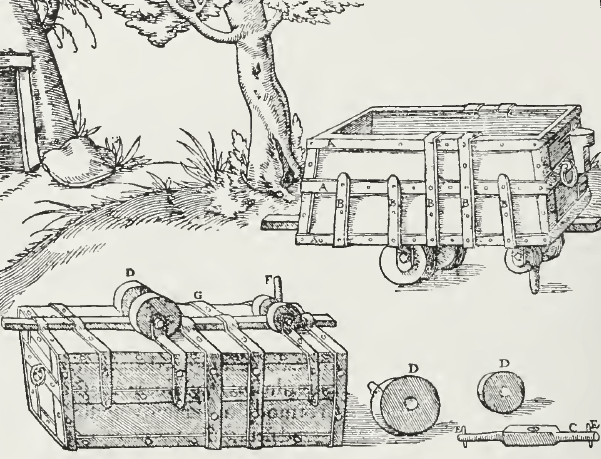
Una vagoneta de mina alemán con un pasador guía (en la Fig. F), en un dibujo de 1556 de Georgius Agricola (De re metallica Libri XII), el precursor de todos los vagones de ferrocarril modernos.

La primera forma de ferrocarril, la vagoneta, se desarrolló en Alemania en el siglo XVI. Una operación con vagonetas fue ilustrada en Alemania en 1556 por Georgius Agricola (imagen derecha) en su obra De re metallica. Esta línea utilizaba carros "Hund" con ruedas sin pestañas que corrían sobre tablones de madera y un pasador vertical en el camión que encajaba en el hueco entre los tablones para mantenerlo en el camino correcto. Los mineros llamaban a los carros Hunde (perros) por el ruido que hacían en las vías. Tales vagonetas pronto se hicieron muy populares en Europa.
La historia moderna de los ferrocarriles alemanes comenzó oficialmente con la inauguración del ferrocarril bávaro Ludwig entre Núremberg y Fürth el 7 de diciembre de 1835. El primer ferrocarril de larga distancia fue el ferrocarril Leipzig-Dresden, completado el 7 de abril de 1839. En los años siguientes se produjo un rápido crecimiento: Para el año 1845 ya había más de 2.600 kilómetros de vías férreas en Alemania, diez años después ese número superaba los 8.000.
La unificación alemana en 1871 estimuló la consolidación, la nacionalización en empresas estatales y un crecimiento más rápido. A diferencia de la situación en Francia, el objetivo era apoyar la industrialización, por lo que líneas pesadas atravesaban el Ruhr y otros distritos industriales, y proporcionaban buenas conexiones con los principales puertos de Hamburgo y Bremen. En 1880, Alemania tenía 9.400 locomotoras que transportaban a 43.000 pasajeros y 30.000 toneladas de carga, y se adelantó a Francia.
Durante la Segunda Guerra Mundial se produjeron versiones austeras de las locomotoras estándar para acelerar los tiempos de construcción y minimizar el uso de materiales importados. Fueron las llamadas locomotoras de guerra (Kriegslokomotiven y Übergangskriegslokomotiven). A falta de una buena red de carreteras y camiones, los alemanes dependían en gran medida de los ferrocarriles, complementados por un transporte fluvial y por canales más lento para las mercancías a granel.
En 1989, el Muro de Berlín cayó. La frecuencia de los trenes aumentó rápidamente en los corredores Este/Oeste existentes; se reabrieron los enlaces cerrados que antes cruzaban la frontera. El 3 de octubre de 1990, Alemania se reunificó; sin embargo, esto no ocurrió inmediatamente con los ferrocarriles. Problemas administrativos y de organización llevaron a la decisión de reorganizar completamente y reconectar los ferrocarriles alemanes. La llamada Bahnreform (reforma ferroviaria) entró en vigor el 1 de enero de 1994, cuando los ferrocarriles estatales Deutsche Bundesbahn y Deutsche Reichsbahn se unieron oficialmente para formar la actual Corporación Ferroviaria Alemana (Deutsche Bahn).
Los ferrocarriles alemanes estuvieron protegidos durante mucho tiempo de la competencia de los autobuses interurbanos en los viajes de más de 50 km. Sin embargo, en 2013, esta protección fue eliminada, lo que dio lugar a un cambio significativo de los ferrocarriles a los autobuses para los viajes largos. Además, Deutsche Bahn perdió oficialmente su condición de monopolio ferroviario en 1996; desde entonces su cuota en el mercado ferroviario regional ha caído al 67% (a fecha de 2016), y en el mercado de transporte de mercancías por carretera se redujo al 68,6%. En octubre de 2016 había 452 operadores ferroviarios registrados en Alemania, de los cuales 20 eran operadores de larga distancia.

## Anchos de vía
| Ancho          | Ancho        | Región/país | Compañía      | Notas |
| Nombre         | Anchura (mm) | Región/país | Compañía      | Notas |
| -------------- | ------------ | ----------- | ------------- | --- |
| Ancho irlandés | 1.600        | Alemania    |               | Ferrocarril del Gran Ducado de Baden 1840-1855 |
| Ancho ruso     | 1.520        | Alemania    |               | Sólo en la terminal de transbordadores de Sassnitz/Mukran para los transbordadores de trenes de carga a Klaipėda y Baltijsk, Óblast de Kaliningrado, un exclave ruso entre Polonia y Lituania en el Mar Báltico. |
| Ancho estándar | 1.435        | Alemania    | Deutsche Bahn | Este es el ancho estándar o internacional. |
| Ancho métrico  | 1.000        | Alemania    |               | Harz Narrow Gauge Railways, tranvías. |
|                | 1.800        |             |               | Oberweißbacher Bergbahn (sólo la sección del funicular) |
|                | 1.458        |             |               | Leipziger Verkehrsbetriebe AG |
|                | 1.450        |             |               | Dresdner Verkehrsbetriebe AG |
|                | 900          |             |               | Mecklenburgische Bäderbahn Molli |
|                | 750          |             |               | Lößnitzgrundbahn; Weißeritztalbahn; Döllnitzbahn GmbH; Zittauer Schmalspurbahn. |

## Altura de los andenes

Aplicación de las alturas de plataforma estándar de la UE para nuevas construcciones; Verde = 550 mm, Azul = 760 mm, Turquesa = ambos, gris oscuro = Nuevas construcciones en otras alturas que las de las normas de la UE.

La Comisión Europea emitió unas Especificaciones Técnicas de Interoperabilidad (en inglés: Technical Specifications for Interoperability, TSI) el 30 de mayo de 2002 (2002/735/EC) que establece las alturas estándar de los andenes de pasajeros en los trenes de alta velocidad. Estas alturas estándar son 550 mm y 760 mm.
En Alemania las nuevas construcciones son de 550 mm y 760 mm. Mecklemburgo-Pomerania Occidental tiene nuevas construcciones con 550 mm. Hesse, Renania del Norte-Westfalia, Berlín, tiene nuevas construcciones con 760 mm.

## Enlaces ferroviarios con países adyacentes
Todos estos enlaces son con países con el mismo ancho de vía, aunque la electrificación y otros sistemas (como la señalización) pueden diferir:
- Dinamarca - cambio de voltaje a 25 kV AC
- Polonia - cambio de voltaje a 3 kV DC
- República Checa - cambio de voltaje a 3 kV DC
- Austria - mismo voltaje (15 kV AC, 16,7 Hz)
- Suiza - mismo voltaje, pero diferentes pantógrafos
- Francia - cambio de tensión a 25 kV AC (no hay conexión directa a la red francesa de 1500 V DC)
- Luxemburgo - cambio de voltaje a 25 kV AC
- Países Bajos - cambio de voltaje a 1500 V DC
  - En Emmerich/Zevenaar, cambio de voltaje a 25 kV AC (para los trenes a Arnhem, sigue un nuevo cambio a 1500 V DC)
- Bélgica - cambio de voltaje a 3 kV DC

### Trenes de pasajeros internacionales
Los servicios fronterizos locales no figuran en la lista.
- (Westerland/Kiel -) Hamburgo - Berlín - Praga (- Budapest)
- ICE 12: Berlín - Frankfurt - Basilea - Interlaken/Zúrich
- ICE 20: Kiel - Fulda - Basilea - Coira
- IC 30: (Westerland/Flensburgo/Greifswald -) Hamburgo - Colonia - Mannheim - Basilea - Zúrich
- IC 32: Münster/Dortmund - Stuttgart - Salzburgo - Klagenfurt
- ICE 43: Amsterdam/Dortmund - Colonia - Basilea
- IC 60/RJ 90: (Basilea -) Karlsruhe - Munich (- Salzburgo)
- EC 62: Saarbrücken/Frankfurt - Stuttgart - Salzburgo - Klagenfurt/Graz
- Frankfurt - Estrasburgo/Basilea
- IC 76: Estación central de Copenhague/Aarhus - Hamburgo Hbf
- IC 77: Amsterdam Centraal - Berlin Ostbahnhof
- ICE 78: Amsterdam Centraal - Frankfurt
- ICE 79: Bruselas - Frankfurt
- ICE/TGV 82: París - Saarbrücken/Frankfurt
- ICE/TGV 83: París - Múnich
- TGV 84: Marsella - Frankfurt
- ECE 85: Frankfurt - Basilea - Milán
- IC 87: Stuttgart - Zúrich
- EC 88: Múnich - Zúrich
- EC 89: Múnich - Verona (- Bolonia/Venecia)
- ICE 91: (Dortmund -) Frankfurt - Viena
- EC 95: Berlín - Varsovia/Gdynia
- ALX: Múnich - Praga
- Berlín - Malmö (tren nocturno)
- Berlín/Hamburgo - Zúrich (tren nocturno)
- Hamburgo/Düsseldorf - Viena/Innsbruck (tren nocturno)
- Viena - Berlín (tren nocturno)
- Budapest - Múnich (tren nocturno)
- Múnich - Venecia/Milán/Roma (tren nocturno)
- Múnich - Zagreb/Rijeka (tren nocturno)
- Berlín - Moscú (tren nocturno)

## Subsidios del ferrocarril
Las subvenciones del sector público representaron el 23,7% del coste del transporte de pasajeros de corta distancia, incluidos todos los servicios de ferrocarril y de autobús. En general, los subsidios no se pagan en el mercado de larga distancia.